# Ácido oxalildiaminopropiónico

Ácido oxalyldiaminopropionico o ODAP, sustancia neurotóxica

Fórmula del ácido glutámico (glutamato)

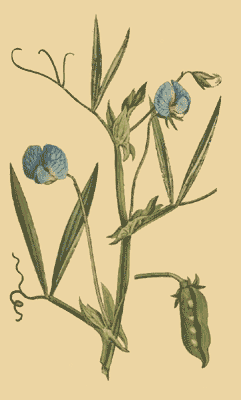
Lámina en la que se aprecian las hojas flores y fruto de Lathyrus sativus (almorta)

El ácido oxalildiaminopropiónico (ODAP) es una neurotoxina, es decir una sustancia tóxica para el sistema nervioso. Químicamente es un aminoácido. Su nombre completo es ácido beta-N-oxalil-L-alfa-beta-diaminopropiónico, y también se conoce como denchicina.  Esta sustancia se encuentra en algunos vegetales como la almorta, la ingesta mantenida de sus semillas que tienen un aspecto muy similar al garbanzo, puede causar una enfermedad conocida como latirismo que provoca parálisis de las extremidades inferiores. Su acción tóxica se debe a su similitud bioquímica con el aminoácido glutamato, causando la muerte de las neuronas por sobreestimulación. La almorta (Lathyrus sativus) es una planta que puede recibir muchos nombres, dependiendo de la región, es conocida también como alverjón, arvejo, cantudo, bichas, cicércula, diente de muerto y guija. Otras especies que contienen ODAP son Lathyrus cicera, Lathyrus ochrus, Lathyrus clymenum y Aeschynomene indica.